# Troféu Gerd Müller
O Troféu Gerd Müller , anteriormente conhecido como Atacante do Ano ou Prêmio de Melhor Atacante em sua primeira edição, é um prêmio de futebol concedido anualmente pela France Football ao jogador de futebol com maior pontuação na temporada anterior, levando em consideração os gols marcados por ambos os clubes e seleções nacionais.

## Vencedores
Chave
| Ano              | Ano da cerimônia de apresentação. |
| Clube            | Clube no qual o jogador premiado atuou durante o período de avaliação (até 2021: ano civil, desde 2022: temporada europeia anterior) |
| Gols             | Total de gols no período de classificação.                                                                                           |
| Clube (g)        | Metas competitivas para o clube no período de avaliação                                                                              |
| Seleção Nacional | Gols da seleção nacional no período de classificação.                                                                                |
| Partidas         | Total de jogos competitivos de clubes e internacionais da seleção nacional no período de avaliação.                                  |

### Atacante do ano
| Ano  | Jogador            | Nacionalidade | Clube(s)      | Gols | Club e(g) | Seleção Nacional | Partidas | Ref                     |
| ---- | ------------------ | ------------- | ------------- | ---- | --------- | ---------------- | -------- | ----------------------- |
| 2021 | Robert Lewandowski | Polônia       | Bayern Munich | 69   | 58        | 11               | 59       | [ 2 ] [ 3 ] [ 4 ] [ 5 ] |

### Troféu Gerd Müller
| Ano  | Jogador            | Nacionalidade | Clube(s)        | Gols | Clube (g) | Seleção Nacional | Partidas | Ref                      |
| ---- | ------------------ | ------------- | --------------- | ---- | --------- | ---------------- | -------- | ------------------------ |
| 2022 | Robert Lewandowski | Polônia       | Bayern Munich   | 57   | 50        | 7                | 56       | [ 6 ]                    |
| 2023 | Erling Haaland     | Noruega       | Manchester City | 56   | 52        | 4                | 57       | [ 7 ] [ 8 ] [ 9 ] [ 10 ] |
| 2024 | Harry Kane         | Inglaterra    | Bayern Munich   | 52   | 44        | 8                | 54       |                          |
| 2024 | Kylian Mbappé      | França        | PSG             | 52   | 44        | 8                | 57       |                          |

#### Vitórias por país
| País       | Jogadores | Vitórias |
| ---------- | --------- | -------- |
| Polônia    | 1         | 2        |
| Noruega    | 1         | 1        |
| Inglaterra | 1         | 1        |
| França     | 1         | 1        |

#### Vitórias por clubes
| Clubes          | Jogadores | Vitórias |
| --------------- | --------- | -------- |
| Bayern Munich   | 2         | 3        |
| Manchester City | 1         | 1        |
| PSG             | 1         | 1        |